# Степная Васильевка
Степная Васильевка — село в Мелекесском районе Ульяновской области России. Входит в состав Лебяжинского сельского поселения.

## География
Село находится в восточной части Левобережья, в лесостепной зоне, в пределах Низкого Заволжья, к востоку от реки Большой Черемшан, на расстоянии примерно 16 километров (по прямой) к юго-юго-западу (SSW) от города Димитровграда, административного центра района. Абсолютная высота — 55 метров над уровнем моря.
Климат
Климат характеризуется как умеренно континентальный, с тёплым летом и умеренно холодной зимой. Средняя температура воздуха самого тёплого месяца (июля) — 20 °C (абсолютный максимум — 39 °C); самого холодного (января) — −13,8 °C (абсолютный минимум — −47 °C). Продолжительность безморозного периода составляет в среднем 131 день. Среднегодовое количество атмосферных осадков составляет 406 мм. Снежный покров образуется в конце ноября и держится в течение 145 дней.

## История
Религия:
ПОКРОВСКАЯ ЦЕРКОВЬ (Покрова Пресвятой Богородицы). Однопрестольная, здание и колокольня деревянные, построена в 1863 г. на средства прихожан, рассчитана на 500 человек.
ПЕТРОПАВЛОВСКАЯ ЦЕРКОВЬ. Однопрестольная, здание и колокольня деревянные, на каменном фундаменте, на 750 человек, построена в 1865 г., освящена в 1868 г. В июне 1895 г. церковь сгорела, вместо нее в декабре 1895 г. построен молитвенный дом, а в 1903 г. - новая каменная церковь, которая была освящена в 1904 г.
МИХАЙЛО-АРХАНГЕЛЬСКАЯ ЦЕРКОВЬ. Однопрестольная, здание и колокольня деревянные, построена в 1898 г. на средства прихожан, освящена 16.05.1900 г. епископом Гурием.
На 1900 год в мордовском селе Васильевка, на реке Грязнуха, находилось в Лебяжинской волости Самарской губернии, в 257 дворах жило: 653 муж. и 739 жен.; имелось: церковь, две школы: земская и церковно-приходская, 3 ветряных мельниц, заведение военно-конского учреждения.
С устройством Куйбышевского водохранилища в 1955 году жители сёл: Грязнуха, Боровка, Кулаковка переселились (доприселены) в село.

## Население
| 1859 | 1889  | 1897  | 1910  | 2010 |
| ---- | ----- | ----- | ----- | ---- |
| 803  | ↗1400 | ↘1354 | ↗1776 | ↘421 |

Национальный состав
Согласно результатам переписи 2002 года, в национальной структуре населения русские составляли 74 % из 499 человек.